# مات كاربنتر (لاعب كرة قاعدة)
مات كاربنتر (بالإنجليزية: Matt Carpenter)‏ هو لاعب كرة قاعدة أمريكي، ولد في 26 نوفمبر 1985 في شوجر لاند في الولايات المتحدة.

## وصلات خارجية
- مات كاربنتر على موقع دوري كرة القاعدة الرئيسي (الإنجليزية)
- مات كاربنتر على موقعبيزبول رفرنس.كوم (الدوري الرئيسي) (الإنجليزية)
- مات كاربنتر على موقعبيزبول رفرنس.كوم (الدوري الثانوي) (الإنجليزية)
- مات كاربنتر على موقع إي إس بي إن.كوم (أم.أل.بي) (الإنجليزية)
- مات كاربنتر على موقع مشجعي الرسوم البيانية (الإنجليزية)